# 上田敬博
上田 敬博（うえだ たかひろ、1971年 - ）は、日本の医師、医学者。鳥取大学医学部附属病院高度救命救急センター教授。学位は、博士（医学）（兵庫医科大学・2014年）。京都アニメーション放火殺人事件の犯人の主治医をつとめたことで知られる。

## 経歴
1971年、福岡県福岡市で医師の家系に生まれる。その後、九州大学病院の勤務医をしていた父親の医院開業に合わせ、北九州市に一家で移住した。幼少期は優秀な外科医の父に比べ、掛け算を覚えるのがクラスで一番遅く、スポーツもそれほどできるわけでもない自分に劣等感を抱いていた。
福岡大学附属大濠高校から、医師を志すべく九州大学医学部を受験するも不合格。三浪の後、近畿大学医学部へ進学した。入学後は国立大学志向が強かった父を見返すために勉学に励んだ。
大学2年生のときに阪神・淡路大震災が発災し、医療支援を行うボランティアとして被災地を度々訪れた。卒業後は心療内科へ進むことを考えていたが、九州大学の医局長から「まずは一般内科、一般外科を市中病院で勉強したらどうか」と助言を受けたことで、震災時に奮闘していた東神戸病院を研修先に選択した。
東神戸病院で救急医療に巡り合った。研修初日に救急搬送された心肺停止の患者を救命できなかったことで大きくショックを受け、救急対応を身に付けるために真剣にやらなければならないという意識が芽生えた。
2001年に父が他界。悲しみに暮れつつも、涙は流さなかった。それ以来上田は、感情を押し殺して患者の感情に対しても割り切るようになった。
その後、大阪府済生会千里病院千里救命救急センターに移籍。ここで2001年6月に起こった附属池田小事件を経験。さらに兵庫医科大学病院救命救急センターに移籍してからはJR福知山線脱線事故を経験した。
救急医として7年目になって熱傷治療を手がけるようになる。熱傷専門の医師が脳梗塞になったことで、専門的な手術をできる人がいなくなったことがきっかけであった。2009年には、保険適用となったばかりの自己培養表皮を用いた広範囲熱傷の手術に成功している。
2016年の熊本地震の際は、DMATの隊員として被災地へ向かい、避難所で患者の応急処置などにあたった。
2018年4月から母校の近畿大学病院で勤務。翌2019年7月18日に京都アニメーション放火殺人事件が発生した。熱傷が専門である上田は負傷者の受け入れを熱望したが、事件当日に負傷者が搬送されることはなかった。翌19日、京都第一赤十字病院を視察していた際に同病院の救命救急センター長から患者の引き受けの依頼を受けた。「もし来るとすれば″奴″かな」と当時を振り返る通り、その患者こそ、意識不明の重体となった事件の犯人A・Sであった。
事件から2日後にして、Aが近畿大学病院に搬送された。全身の93%に熱傷を負い、「ちょっと厳しい」という感覚が上田にはあった。しかし、事件の犠牲者・被害者やその家族のためにも「死に逃げ」させてはいけないという使命感を持って治療に当たった。予測死亡率は97.45%。このときとった治療法は、全身の壊死した組織を手術で取り除き（デブリードマン）、コラーゲンなどでできた人工の真皮を貼り付け、その上に自己培養表皮を移植するものであった。通常はスキンバンクの死体皮膚を使用するケースであったが、被害者に優先するために使用を控えた。手術は複数回にわけて行われ、5回目と6回目の手術の間に意識が回復した。9月に入ってからは会話ができるようになるまで回復し、それ以来上田はAと対話を重ねるようになった。その中でAに対して、犯した罪に向き合うように伝えた。治療を終えて、11月にAは転院した。
2020年、鳥取大学医学部附属病院救命救急センター教授に就任。病院の救急医療を立て直すべく、治療方針の徹底を指示した。上田が赴任して以降、ECMOの稼働頻度の増加や、学会発表や論文の増加といった変化が現れた。
2023年9月1日に京アニ事件の犯人Aの治療に当たった上田らの医療チームを特集した「ザ・ドキュメント 猛火の先に-京アニ事件と火を放たれた女性の29年-」が関西テレビで放送された。この番組は、第61回ギャラクシー賞奨励賞を受賞した。
2024年1月25日、京アニ事件の裁判でA被告に死刑判決が下されると、その日の午後に上田が記者会見を開いた。判決については「驚きもない」と話し、どうして加害者を治療したという声に対しては「目の前で絶命しかけている人がいたら救うのが私の職種」「犠牲になった方、遺族、被害にあった方、家族にとって、死に逃げさせてはいけない」と改めて反論した。

## 人物
小学校ではサッカー部、中学校からはラグビーを始めた。ラグビーを始めたきっかけは、小倉で行われた朝日招待試合を観戦したことである。同志社大学と九州社会人選抜の試合で、当時同志社大学に在籍していた平尾誠二のプレーに魅了され、サッカーからラグビーへの転向を決意した。ラグビーを始めてから、関西大学ラグビーフットボールリーグの決勝戦をテレビで観戦して武藤規夫を知り、「こういうプレーをしたい！」と憧れるようになった。上田のポジションはスクラムハーフ。スタンドオフやセンターを志望していたが、背の高くない上田は仕方なくそのポジションに決められた。大学ではラグビー部に所属せず、社会人のクラブチームでプレーしていた。卒業以降10年程ブランクが空いた後、平尾が創設したSCIX（スポーツ・コミュニティ・アンド・インテリジェンス機構）で再びラグビーを始めた。
ラグビーの経験は救急医療の現場でも生かされていると上田は話す。上田の診療スタイルは、タックルのように「逃げない精神」で正面から患者に向き合う。また、重症患者が運ばれてきたら、個人個人が役割分担して、患者を救うという共通した目的のために全員で頑張るということがラグビーの「One for all, All for one」の精神に似ていると話している。

## 受賞歴
- 2012年 - カンボジア王国友好勲章 コマンドール[13]
- 2022年 - 鳥取大学学長賞[13]